# 羅斯西奧市

7°28′47″N 61°53′55″W / 7.4796°N 61.8987°W
羅斯西奧市（西班牙語：Municipio Roscio），是委內瑞拉的一個市，位於該國西部玻利瓦爾州，首府設於瓜西帕蒂，面積6,182平方公里，2007年人口23,957，人口密度為每平方公里3.9人。